# Jean-Joseph Dessolles

Markies Jean-Joseph Dessolles.

Jean Joseph Paul Augustin markies Dessolles (Auch, 3 juli 1767 - Saulx-les-Chartreux, 3 november 1828) was een Frans militair en staatsman die van 29 december 1818 tot en met 18 november 1819 eerste minister van Frankrijk was.

## Levensloop
Tussen 1793 en 1797 diende Dessolles in diverse campagnes onder Napoleon Bonaparte in Italië, waarna hij in 1799 divisiegeneraal werd. Hij diende onder Jean Victor Marie Moreau in 1800 en droeg bij in de Franse overwinning bij de Slag bij Hohenlinden in 1801. In hetzelfde jaar werd Dessolles lid van de Staatsraad en secretaris van Oorlog.
Van 1808 tot 1810 voerde hij het commando van een divisie in Spanje tijdens de Spaanse Onafhankelijkheidsoorlog, waarna in 1814 door de voorlopige regering benoemd werd tot chef-generaal van de Nationale Garde in Parijs, wat het commando van de eerste militaire divisie inhield.
Na de restauratie onder Lodewijk XVIII werd Dessolles minister van Staat en pair van Frankrijk. In 1818 werd hij benoemd tot minister van Buitenlandse Zaken en voorzitter van de ministerraad in een liberaal ministerie. De ultraroyalisten zorgden er echter voor dat de regering in december 1819 viel, waardoor de politieke loopbaan van Dessolles ten einde kwam.
- Bibliothèque nationale de France: cb115767480 (data)
- Gemeinsame Normdatei: 1030078564
- International Standard Name Identifier: 0000 0000 0003 3356
- Library of Congress Control Number: no2018054956
- Base Léonore: LH//759/50
- Nederlandse Thesaurus van Auteursnamen: 133973034
- Système universitaire de documentation: 19497961X
- Virtual International Authority File: 51683542
- WorldCat: E39PBJymrchKw9hQ8yyjhbkbh3